# Anisley García Navarro
Pour les articles homonymes, voir García.
Anisley García Navarro, née le 19 janvier 2002, est une plongeuse cubaine. 

## Carrière
Anisley García participe aux championnats du monde de natation 2019 au plongeon de 1 mètre et se classe 22e.
Aux Jeux d'Amérique centrale et des Caraïbes de 2023, elle obtient la médaille d'argent au tremplin de 10 mètres, puis la huitième place au tremplin à 10 mètres aux Jeux panaméricains de 2023.
Elle participe aux Jeux olympiques d'été de 2024 à Paris et termine 16e au plongeon de 10 mètres et 15e au plongeon à 3 mètres.